# Partidos políticos budistas
Un partido político budista es un partido político que promueve y fomenta políticas basadas en los principios religiosos y la filosofía budista. 
Los partidos budistas, casi todos, existen sólo en los países budistas, es decir, países donde la mayoría de la población es predominantemente budista. Suelen ser conservadores, aunque algunas veces también tienen políticas sociales que los asemejan a la izquierda. Su actuación se asemeja más a la de los partidos demócrata cristianos de Occidente que a los partidos islámicos. 
Algunos de los principales partidos budistas son:

## Camboya
Partido Budista Liberal; 
Fundado originalmente como Partido Budista Liberal Democrático en 1993 por el ex primer ministro camboyano Son Sann, como sucesor del anticomunista Frente de Liberación Nacional del Pueblo Jemer, logró diez asientos en el Parlamento de Camboya y se unió en coalición con el realista FUNCINPEC y con el Partido Popular Camboyano. La rivalidad entre Son Sann y Ieng Mouly provocó la disolución del partido en 1997, pero fue refundado como Partido Budista Liberal por Mounly en 1998. Es miembro fundador del Concejo de Liberales y Demócratas de Asia.

## Japón
Nuevo Kōmeitō
El principal partido budista de Japón es Nuevo Kōmeitō, de tendencia conservadora y usualmente aliado del derechista Partido Liberal Democrático de Japón. Nuevo Komeito desciende del partido Kōmeitō, más de tendencia izquierdista, y se encuentra vinculado al budismo Soka Gakkai, un tipo de budismo nacionalista japonés. Es el tercer partido más votado de Japón.

## Sri Lanka
Jathika Hela Urumaya
El Partido Jathika Hela Urumaya (Partido de la Herencia Nacional) es un partido político de Sri Lanka fundado por monjes budistas. Todos sus candidatos han sido monjes budistas, y ha promovido políticas religiosas como la prohibición del expendio de bebidas alcohólicas durante las celebraciones religiosas budistas y la prohibición de la predicación coercitiva y la conversión forzada por parte de fundamentalistas cristianos. Aboga por tomar medidas fuertes contra los separatistas tamiles. 

## Tailandia
Partido Phalang Dharma
El Phalang Dharma es un partido político budista tailandés que ha tenido cierta fortaleza política en el país, especialmente en el ára de la capital, Bangkok, en la cual ha obtenido la alcaldía varias veces.
- Datos: Q6064438